# Orlando Guardians
| Orlando Guardians                                                               | Orlando Guardians                                                 |
| Gegründet 2018 – Aufgelöst 2023 Spielten in Orlando, Florida                    | Gegründet 2018 – Aufgelöst 2023 Spielten in Orlando, Florida      |
| ------------------------------------------------------------------------------- | ----------------------------------------------------------------- |
| \| \| \| \| \| \|                                                               |                                                                   |
| Teamfarben                                                                      | Dunkelgrün, hellgrün, grau                                        |
| Liga                                                                            |                                                                   |
| - XFL East Division (2020) South Division (2023)                                |                                                                   |
| Personal                                                                        |                                                                   |
| Besitzer                                                                        | Alpha Acquico, LLC (RedBird Capital, Dwayne Johnson, Dany Garcia) |
| Präsident                                                                       | Patrick Austin                                                    |
| General Manager                                                                 | Terrell Buckley                                                   |
| Head Coach                                                                      | Terrell Buckley                                                   |
| Teamgeschichte                                                                  |                                                                   |
| Teamnamen                                                                       | - New York Guardians (2020) - Orlando Guardians (2023)            |
| Erfolge                                                                         |                                                                   |
| Meisterschaften (0)                                                             |                                                                   |
| Play-off-Teilnahmen (0)                                                         |                                                                   |
| Stadien                                                                         |                                                                   |
| - MetLife Stadium, New York City (2020) - Camping World Stadium, Orlando (2023) |                                                                   |
|                                                                                 |                                                                   |
|                                                                                 |                                                                   |

Die Orlando Guardians waren eine American-Football-Mannschaft aus Orlando, Florida. Das Franchise wurde 2018 als New York Guardians gegründet und war eines der Gründungsmitglieder der neu gegründeten XFL. Im Rahmen des Eigentümerwechsels der XFL wurde das Franchise 2022 nach Orlando verlegt.

## Geschichte

### New York Guardians
New York schloss sich Dallas, Seattle, Houston, Los Angeles, St. Louis, Tampa Bay und Washington, D.C. als Gründungsstädte der Liga an.
Das Team wurde von Kevin Gilbride trainiert, einem langjährigen Offensive Coordinator in der NFL (zuletzt zehn Jahre bei den New York Giants). Gilbride kam aus einem sechsjährigen Ruhestand um in der XFL zu arbeiten. Seine Beschäftigung wurde am 16. April 2019 bekannt gegeben. Der Name und die Farben des Teams wurden am 21. August 2019 im Rahmen einer ligaweiten Ankündigung veröffentlicht.
New York war eine von zwei Metropolregionen, welche sowohl ein Team in der ursprünglichen XFL im Jahr 2001 als auch in der XFL 2020 beheimatet. Die New York/New Jersey Hitmen waren die Vorgänger der Guardians in der vorherigen Liga. In der Metropolregion New York gibt es 16 professionelle Sportteams, darunter drei NHL-Teams, zwei NBA-Teams, zwei MLB-Teams und zwei MLS-Teams, deren Spielzeiten sich erheblich mit denen der XFL überschneiden. Die Guardians (obwohl sie einen New Yorker Namen trugen) vermarkteten sich als lokales Franchise-Unternehmen in New Jersey, um sich von den anderen Teams in der Region abzuheben.

### Saison 2020 als New York Guardians

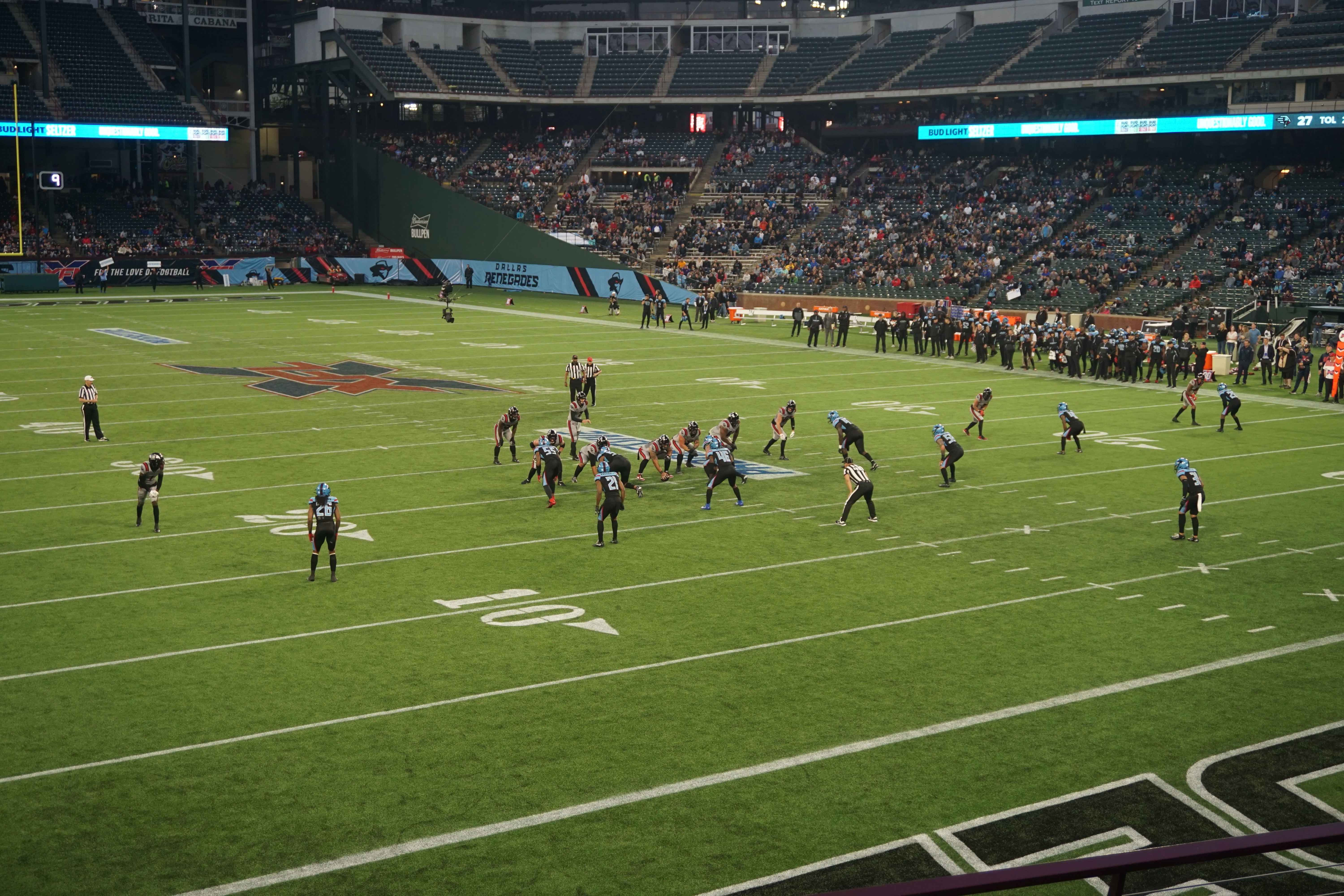
New York im Spiel gegen Dallas 2020

Jerseys der Orlando Guardians in der Saison 2023

Die Guardians gewannen das erste Spiel der Franchise-Geschichte und besiegten die Tampa Bay Vipers mit 23:3 im MetLife Stadium. Quarterback Matt McGloin erzielte den ersten Touchdown in der Teamgeschichte im ersten Drive, ein 1-Yard-Score, der sie mit 6:0 in Führung brachte. McGloin warf später den ersten Pass-Touchdown auf Colby Pearson. Defensiv erzwangen die Defenders drei Turnovers, darunter eine Fumble-Recovery für einen Touchdown von Jamar Summers. Tampa Bay erreichte die Redzone fünfmal, musste sich aber dank einer herausragenden Verteidigungsleistung mit einem Field Goal begnügen.
Beim ersten Auswärtsspiel der Guardians gab es das erste Mal in der Geschichte der neuen XFL ein Spiel zu null. Die Guardians verloren 27:0 im Audi Field gegen die DC Defenders. Bemerkenswert war ein McGloin-Interview mit Dianna Russini von ABC/ESPN, in dem er den offensiven Spielplan des Teams sehr kritisierte. McGloin wurde schließlich für Backup Marquise Williams für die zweite Hälfte vom Feld genommen.
New Yorks nächstes Spiel war ein Besuch im The Dome at America’s Center, um gegen die St. Louis BattleHawks anzutreten. Eine weitere einseitige Niederlage erwartete die Guardians, als sie beim ersten Heimspiel von St. Louis mit 29:9 verloren. McGloin wurde beim ersten Drive der Defenders verletzt. Er kehrte ins Spiel zurück, verpasste aber die gesamte zweite Halbzeit. New York schaffte es, eine Serie von 26 aufeinanderfolgenden Drives ohne Touchdown zu beenden, als der Quarterback Luis Perez im vierten Viertel Austin Duke für einen Acht-Yard-Score fand.
Nachdem McGloin verletzt war, war Perez der Startquarterback der Guardians für ihre Rückkehr ins MetLife Stadium in der vierten Woche. Mit Hilfe einer starken Lauf-Offensive konnte Perez die Guardians zu einem 17:14-Sieg über die Los Angeles Wildcats führen. Die Defenders erreichten 122 Yards am Boden, angeführt mit 82 von Darius Victor. New York übernahm endgültig die Führung bei einem 47-Yard-Field-Goal von Matthew McCrane, das durch eine Interception von Summers herbeigeführt wurde. Jarrell Owens war mit zwei Sacks und einem blockierten Field Goal der stärkste in der Verteidigung der Defenders.
Perez hatte einen weiteren Start, als die Guardians erneut auswärts spielten und im Globe Life Park in Arlington gegen die Dallas Renegades antraten. Die Guardians erbrachten ihre dominanteste Leistung der Saison und besiegten die Renegades mit 30:12. New Yorks Schlüssel zum Sieg waren die 21 Punkte im dritten Quartal. Williams kam herein, um einen schnellen Touchdown von einem Yard aus zu erzielen, bevor Perez einen 80-Yard-Touchdown-Pass auf Pearson warf, der weiteste Pass in der Geschichte der Guardians. Linebacker Ryan Mueller konnte dieses Sperrfeuer abschließen, indem er eine Interception in einen Touchdown verwandelte, den zweiten Defensiv-Score der Guardians in dieser Saison. New York hatte wieder einen hervorragenden Tag im Lauf und erreichte 144 Yards am Boden. Victor ging erneut voran, diesmal mit 58 Yards.
Die Guardians sollten es im MetLife-Stadion mit den ungeschlagenen Houston Roughnecks aufnehmen, bevor die XFL beschloss, ihre Saison wegen des Ausbruchs des Coronavirus 2019/20 auszusetzen. New York beendete seine Eröffnungssaison mit einer 3:2-Bilanz und setzte sich in einem Dreikampf um den ersten Platz in der East Division der XFL durch.

### Saison 2023 als Orlando Guardians
Im Rahmen der Vorbereitungen zur Wiederaufnahme des Spielbetriebs der XFL 2023 wurde das Franchise 2022 aus New York nach Orlando verlegt. Neuer Head Coach und General Manager ist seitdem der ehemalige NFL-Spieler Terrell Buckley. Als neue Heimspielstätte wurde das Camping World Stadium in Orlando gefunden, in dem von 2017 bis 2019 der Pro Bowl der NFL stattfand.
Im September 2023 berichtete Axios, dass die XFL in Gesprächen mit der USFL bezüglich einer Fusion der Ligen sei. Am 31. Dezember 2023 wurde die Fusion zur United Football League offiziell bekannt gegeben. Am 1. Januar 2024 wurden die acht Teams der neuen Liga bekannt gegeben, die Guardians waren nicht darunter.